# Dendrocephalus argentinus
Dendrocephalus argentinus är en kräftdjursart som beskrevs av Pereira och Denton Belk 1987. Dendrocephalus argentinus ingår i släktet Dendrocephalus och familjen Thamnocephalidae. Inga underarter finns listade i Catalogue of Life.